# Magny (Yonne)
Magny é uma comuna francesa na região administrativa de Borgonha-Franco-Condado, no departamento de Yonne. Estende-se por uma área de 30,75 km². Em 2010 a comuna tinha 892 habitantes (densidade: 29 hab./km²).